# Requiem (Bathory-album)
A Requiem a svéd Bathory hetedik nagylemeze, mely 1994-ben jelent meg. A lemezen Quorthon visszakanyarodott a gyökereihez és csinált egy gyors tempójú thrash metal lemezt. A kritika és a rajongótábor egyaránt csalódott a Requiemben. Quorthon újra maga mellé vette régi társait Kothaart és Vvorntht.

## Számlista
1. "Requiem" – 5:00
2. "Crosstitution" – 3:16
3. "Necroticus" – 3:19
4. "War Machine" – 3:18
5. "Blood and Soil" – 3:34
6. "Pax Vobiscum" – 4:13
7. "Suffocate" – 3:36
8. "Distinguish to Kill" – 3:16
9. "Apocalypse" – 3:49

## Közreműködők
- Quorthon - gitár, ének
- Kothaar - basszusgitár
- Vvornth - dob, ütőhangszerek